# Hidetoshi Satō
Hidetoshi Satō (佐藤英敏?, Satō Hidetoshi; Utatsu, ...) è un compositore giapponese.
È conosciuto per aver composto molte sigle di anime e pezzi per l'idol Megumi Hayashibara. Ha composto, insieme a Neko Oikawa e Toshiyuki Ōmori Zankoku na tenshi no these, sigla d'apertura dell'anime Neon Genesis Evangelion.